# Абдулхайоглу, Мелих
Мелих Абдулхайоглу (род. 10 марта 1968, Хатай, Турция ) — технолог и бизнесмен. Основатель и директор компании «Comodo Group», которая производит продукцию для защиты компьютеров и компьютерных программ, включая SSL сертификаты. Автор нескольких патентов на свои инновации в области компьютерных технологий и множества статей об интернет-безопасности.

## Ранние годы жизни
Мелих Абдулхайоглу родился в Турции, где и учился в школе в провинции Хатай. В возрасте 18 лет он переехал в Великобританию и в 1991 году получил диплом бакалавра наук на факультете электронной инженерии Брэдфордского университета.

## Интересы
Его интересы заключаются в безопасности и конфиденциальности пользователя в сети интернет. В компании «Comodo» он отвечает за архитектуру и реализацию продукции и сервиса, а также за инфраструктуру аутентификации и безопасности цифровых взаимодействий. Мелих активно выступает в поддержку высочайших стандартов в производстве компьютерной защиты. Его основной целью является создание «Интернета, которому можно доверять», тем самым порождая доверие друг к другу, благодаря энкрипции и аутентификации.

## Карьера и достижения

### Группа компаний «Comodo»
Мелих является президентом и директором группы компаний «Comodo», которая специализируется на производстве цифровых SSL сертификатов и Интернет-защиты, создавая платформу для аутентифицированной и безопасной работы в сети. Он основал «Comodo» в Великобритании в 1998 году, и уже в 2004 году компания переместилась в США.
Компания «Comodo» является лидирующим производителем программного обеспечения, включая SSL сертификаты, вирусные сканеры, PCI-сканеры и брандмауэры.

### Форум производителей сертификатов и браузеров
В 2005 году Мелих видел необходимость собрать производителей программного обеспечения и организовал Форум Производителей Сертификатов и Браузеров (CAB forum), который сейчас называется CA/Browser Forum. Это консорциум, направленный на согласование процесса аутентификации и безопасности бизнеса.
Он помог определить новые стандарты для сертификата доскональной проверки (Extended Validation Certificate). На сегодняшний день, эта технология встроена во все основные браузеры, а именно Internet Explorer, Firefox и Opera

### Форум общих стандартов компьютерной защиты
В 2009 году он организовал Форум общих стандартов компьютерной защиты (CCSS Forum), задача которого ведение учёта всех легальных антивирусных программ. Сам Мелих говорит так: "Независимо от того, платят ли пользователи за продукт или пользуются бесплатной версией, они должны знать, что программа защищает их компьютер и не подвергает его опасности "

## Турецкий проект «Долина информатики»
В данный момент Мелих работает с TUBITAK, Советом научных и технологических исследований Турции, над проектом внедрения технологических компаний в страну. Этот проект — попытка создать в Анкаре турецкую версию американской «Силиконовой долины».Он дал интервью по этому поводу для CNN .

## Интервью
- В журнале «Government Technology Magazine» Мелих Абдулхайоглу заявил, что миру нужны технологии, способные защищать компьютерные сети от преступников и вирусов.[13]
- 6/22/2008  он дал интервью для Network Products Guide
- 9/21/2009  в журнале Information Week Magazine выходит статья, в которой обсуждается аутентификация информации
- 5/25/2010 -интервью на турецком телевидении
- 5 мая 2011 года канал Fox Business  провёл интервью по вопросу влияния со стороны кибертерроризма в ближайшем будущем.[14]
- 11/16/2010 -интервью с журналом Info Security Magazine.Он уверен в необходимости новой модели интернет-защиты.
- отвечал на вопросы журналистов на конференции и выставке Expo 2011  в Лас Вегасе
- интервью с журналистами Bloomberg Business News Turkey в Августе 2012 года

## Награды и призы
- инновации и структура многоуровневой защиты, а также продвижение «Социальной аутентификации и социальной защиты»[15], которые проходили под его руководством, были удостоены внимания журналов ComputerWorld[16] и PC Magazine.[17]
- его последние рекомендации были опубликованы в «USA Today» «BNET Technology-Industry news and insights»
- в 2008 году Ernst & Young удостоил Абдулхайоглу звания «Предприниматель года».
- в 2011 году журнал «Info Security products guide» так же назвал его «Предпринимателем года».
- Мелих транслируют по телевидению и радио. Обсуждается значимость онлайн-безопасности и сертификата доскональной проверки
- 14 Октября 2012  года Мелих появляется на обложке популярного турецкого бизнес-журнала Paltin Magazine